# Мет Ривс
Мет Ривс (енгл. Matt Reeves; Роквил Центер, 27. април 1966) амерички је филмски редитељ, продуцент и сценариста. Добио је на пажњи током емитовања драмске серије The WB-а, Филисити (1998—2002), коју је развио са Џеј-Џејем Ејбрамсом. Ширу пажњу стиче по режирању чудовишног филма Кловерфилд (2008), а касније и љубавни хорор филм Пусти ме унутра (2010), као и научнофантастичне наставке, Планета мајмуна: Револуција (2014) и Планета мајмуна: Рат (2017). Режирао је суперхеројски филм Бетмен (2022), у ком Роберт Патинсон глуми Бетмена.

## Филмографија

### Филм
| Година | Српски назив                     | Изворни назив | Редитељ | Сценариста | Продуцент   | Напомене                           |
| ------ | -------------------------------- | ------------- | ------- | ---------- | ----------- | ---------------------------------- |
| 1994.  |                                  |               | Да      | Да         | Не          | сегмент: „Господин окамењена шума” |
| 1995.  | Под опсадом 2: Мрачна територија |               | Не      | Да         | Не          | косценариста с Ричардом Хатемом    |
| 1996.  | Носач ковчега                    |               | Да      | Да         | Не          | косценариста с Џејсоном Катимсом   |
| 2000.  | Дворишта                         |               | Не      | Да         | Копродуцент | косценариста с Џејмсом Грејом      |
| 2008.  | Кловерфилд                       |               | Да      | Не         | Не          |                                    |
| 2010.  | Пусти ме унутра                  |               | Да      | Да         | Не          |                                    |
| 2014.  | Планета мајмуна: Револуција      |               | Да      | Не         | Не          |                                    |
| 2017.  | Планета мајмуна: Рат             |               | Да      | Да         | Не          | косценариста с Марком Бомбаком     |
| 2022.  | Бетмен                           |               | Да      | Да         | Да          | косценариста с Питером Крејгом     |

| Извршни продуцент - Улица Кловерфилд број 10 (2016) - Парадокс Кловерфилда (2018) | Само продуцент - Мајка/Андроид (2021) |  |

### Телевизија
| Година     | Српски назив       | Изворни назив | Редитељ | Сценариста | Извршни продуцент | Напомене                                       |
| ---------- | ------------------ | ------------- | ------- | ---------- | ----------------- | ---------------------------------------------- |
| 1997.      |                    |               | Да      | Не         | Не                | епизода: „Наплативи сати”                      |
| 1997.      | Одељење за убиства |               | Да      | Не         | Не                | епизода: „Све је светло”                       |
| 1998—2002. | Фелисити           |               | Да      | Не         | Да                | аутор с Џеј-Џејем Ејбрамсом; редитељ 5 епизода |
| 2000.      |                    |               | Да      | Не         | Не                | епизода: „Поклон”                              |
| 2003.      |                    |               | Да      | Не         | Не                | епизода: „Фергусонов синдром”                  |
| 2006.      |                    |               | Да      | Не         | Не                | епизода: „Пилот”                               |
| 2019.      | Пролаз             |               | Не      | Не         | Да                |                                                |
| 2019.      |                    |               | Не      | Не         | Да                | непродати ТВ пилот                             |
| 2020.      |                    |               | Не      | Не         | Да                |                                                |
| 2020.      | Далеко             |               | Не      | Не         | Да                |                                                |
| 2021.      |                    |               | Не      | Да         | Да                | аутор; косценариста епизоде „Пут води до пута” |